# Saint-Pierre-d'Allevard
Saint-Pierre-d'Allevard è un comune francese soppresso del dipartimento dell'Isère della regione dell'Alvernia-Rodano-Alpi. Dal 1º gennaio 2016 si è fuso con il comune di Morêtel-de-Mailles per formare il nuovo comune di Crêts-en-Belledonne di cui è divenuto comune delegato.

## Società

### Evoluzione demografica
Abitanti censiti